# Schladter Mühle
Die Schladter Mühle ist eine denkmalgeschützte Wassermühle an der Lieser im Landkreis Bernkastel-Wittlich.

## Geographie
Die Schladter Mühle liegt im tiefen Lieser- und Lambachtal der Gemeinde Schladt im Kreis Bernkastel-Wittlich. Dabei bildet die Lieser eine natürliche Gemeindegrenze zur Gemeinde Minderlittgen, der Lambach eine natürliche Gemeindegrenze zur Gemeinde Plein.
Die Lieser ist ein bedeutender Nebenfluss der Mosel. Ihre Wasserkraft wurde von vielen Mühlen entlang der Lieser genutzt. Starke Regenfälle führen immer wieder zur Überschwemmung der Lieser-Täler von Daun bis Wittlich. Aus diesem Grund sind Teilgebiete entlang der Lieser als Starkregen- und Sturzflutentstehungsgebiete deklariert. Das letzte große Hochwasser gab es am 14. Juli 2021. Dabei wurden Teile der Lieserbrücke an der Schladter Mühle zerstört, die Brücke an der Pleiner Mühle weggerissen.

## Geschichte
Es ist unbekannt, wann die Schladter Mühle begründet wurde. Die erste Erwähnung eines Müllers in Schladt erfolgte 1478 im Abgabenbescheid der Grafschaft Manderscheid.
Im Jahre 1921 wurden mit Darstellung des Wehres Antragsunterlagen zur Sicherung der Wasserrechte gefertigt. Wahrscheinlich infolge Zerstörung durch Hochwasser wurde das anfängliche Holzwehr durch ein Steinwehr ersetzt.
Die Mühle war im Laufe der Jahrhunderte im Privatbesitz verschiedener Familien. Günter Schiefer war der letzte Müller, der im Zuge des großen Mühlensterbens in den 1950er Jahren den Betrieb einstellte. 2005 wurde das Mühlenrad von ihm neu aufgebaut und zur Stromproduktion genutzt. Seit seinem Tod 2018 stehen die Mühlengebäude leer.
Die Schladter Mühle steht als Einzeldenkmal in der Liste der Kulturdenkmäler der Gemeinde Schladt. Geschützt sind das Wohnhaus, das wohl aus dem 19. Jahrhundert stammt, und die Nebengebäude der Mühle.

## Tourismus
Die Schladter Mühle liegt am Lieserpfad, einem beliebten Wanderweg von der Quelle der Lieser bei Daun bis zu deren Mündung im gleichnamigen Ort Lieser.
Die Wanderkarte der Gemeinde Plein weist einen 16 km langen Mühlenwanderweg aus, der von der Schladter Mühle zur Pleiner Mühle führt.